# Lady Triệu
Lady Triệu (vietnamita: Bà Triệu, sino-vietnamita: 趙 嫗 Triệu Ẩu; 226–248 d. C.) fue una líder rebelde vietnamita del siglo III que logró, durante un tiempo, resistir al estado chino de Wu Oriental que ocupaba el norte de Vietnam. También se la llama Triệu Thị Trinh, aunque se desconoce su nombre real. Se la cita diciendo: "Me gustaría montar tormentas, matar orcas en mar abierto, expulsar a los agresores, reconquistar el país, deshacer los lazos de la servidumbre y nunca doblar la espalda para ser la concubina de cualquier hombre". 

## Nombres
En Vietnam, Lady Trieu se llama más comúnmente Bà Triệu, pero también Triệu Ẩu (趙 嫗), Triệu Trinh Nương (趙 貞娘) y Triệu Thị Trinh (趙氏 貞). Hay dos compilaciones vietnamitas tardías que la mencionan por su nombre. Una es la historia oficial de la dinastía Lê, Đại Việt sử ký toàn thư (1479), y otra es la historia oficial de la dinastía Nguyễn, Khâm định Việt sử Thông giám cương mục (1871). Ambas fuentes dan su nombre como Triệu Ẩu (趙嫗). Esto se traduce como Bà Triệu en vietnamita moderno y "Lady Trieu" en inglés. El nombre de pila "Thị Trinh" aparece por primera vez sólo en Việt Nam sử lược ("Esquema de la historia de Vietnam") (1920) de Trần Trọng Kim. Muchas ciudades de Vietnam tienen una calle llamada Bà Triệu en su honor.

## Cuenta vietnamita

### Tradicional
Đại Việt sử ký toàn thư (大 越 史記 全書 Anales completos del Gran Viet), escrito durante la dinastía Lê, decía lo siguiente sobre Lady Trieu:
El año Mậu Thìn, [248], (undécimo año de Hán Diên Hy (Han Yanxi 漢 延熙); undécimo año de Xích Ô (Chiwu 赤 烏)). La gente de Cửu Chân (Jiuzhen 九 真) atacó nuevamente las ciudadelas, la prefectura se rebeló. El rey Wu nombró al secretario imperial “Hành Dương” Lục Dận [Lu Yin] (algunos libros dicen Lục Thương) como inspector de Jiaozhou. Dận llegó, usó el respeto de la gente por él para llamarlos a deponer las armas, la gente se rindió, sumando más de 30.000 hogares, y la prefectura volvió a estar en paz. Posteriormente, una mujer de la comandancia de Cửu Chân llamada Triệu Ẩu reunió a la gente y atacó a varias comandancias (Ẩu tiene pechos de 3 thước [1,2 m] de largo, los ató a la espalda, a menudo monta elefantes para luchar). Dận fue capaz de someterla. (Los registros de Giao Chỉ solo escriben: En las montañas de la comandancia de Cửu Chân hay una mujer con el apellido Triệu, con pechos de 3 thước de largo, soltera, reúne gente y asalta las comandancias, generalmente con túnicas amarillas, pies con zapatos con frentes curvos, y pelea sentada sobre la cabeza de un elefante, convirtiéndose en inmortal después de su muerte).

### Moderna
Viet Nam sử lược (Una breve historia de Vietnam), un libro de historia que fue escrito a principios del siglo XX por el historiador vietnamita Trần Trọng Kim, dijo lo siguiente sobre Lady Trieu:
En este año, en la prefectura de Cửu Chân, había una mujer llamada Triệu Thị Chinh que organizó una revuelta contra los Ngô [Wu].
Nuestra historia [vietnamita] registró que lady Trieu era de un pueblo del distrito de Nông Cống. Sus padres murieron ambos cuando ella era una niña, vivía con su hermano mayor Trieu Quoc Dat. A la edad de 20 años, mientras vivía con su cuñada que era una mujer cruel, ella [Trieu Thi Trinh] mató a su [cuñada] y se fue a la montaña. Ella era una persona fuerte, valiente e inteligente. En la montaña, reunió una banda de 1.000 seguidores. Su hermano trató de persuadirla para que no se rebelara, ella le dijo: "Solo quiero montar el viento y caminar sobre las olas, matar las grandes ballenas del mar del Este, limpiar fronteras y salvar a la gente de ahogarse. ¿Por qué debería imitar a los demás, inclinar la cabeza, inclinarme y ser esclava? ¿Por qué resignarme a las tareas domésticas serviles?".
El año Mậu Thìn, [248], debido a la crueldad de los mandarines Ngô [Wu] y la miseria de la gente, Trieu Quoc Dang se rebeló en la prefectura de Cửu Chân. Lady Trieu lideró a sus tropas y se unió a la rebelión de su hermano, los soldados de Trieu Quoc Dat la convirtieron en líder debido a su valentía. Cuando iba a las batallas, por lo general usaba túnicas amarillas y montaba un elefante de guerra. Se proclamó a sí misma Nhụy Kiều Tướng quân (La Dama General vestida con una túnica dorada).
El inspector de Giao Châu Lục Dận envió tropas para luchar contra ella, [Trieu Thi Trinh] había logrado luchar contra las fuerzas Ngô [Wu] durante 5 o 6 meses. Debido a la falta de tropas y luchando sola, ella [Trieu Thi Trinh] no pudo lograr librar una larga guerra y fue derrotada. Ella huyó a la comuna de Bồ Điền (actual comuna de Phú Điền, distrito de Mỹ Hóa) y luego se suicidó.
Más tarde, el Nam Djé (emperador del Sur) de la dinastía temprana Lý la alabó como una persona valiente y leal y ordenó [a sus seguidores] construir su templo, y le dio el título de "Bat chính anh hùng tài Trinh Nhất Phu nhân" (Señora más Noble, Heroica y Virgen). En la actualidad en la comuna de Phú Điền, en la provincia de Thanh Hóa, hay un templo dedicado a ella.

## Otras versiones
La primera mención de Trieu Thi Trinh en los anales chinos se puede encontrar en el " Jiaozhou Ji" (交 州 记) escrito durante la dinastía Jin y recopilado en el Taiping Yulan. En el libro Vietnamese Tradition on Trial, 1920-1945 escrito por David G. Marr, un profesor estadounidense, contó la historia de Trieu Thi Trinh de la siguiente manera: "Trieu Thi Trinh media 9 pies (2,7 m) de alto, sus pechos tenían 3 pies (0,9 m) de largos. También tenía una voz que sonaba como la campana de un templo, y podía comer grandes bocados de arroz y caminar 500 leguas por día. Además, Trinh tenía una belleza que podía sacudir el alma de cualquier hombre. Debido a los repetidos altercados, mató a su hermana y se fue a un bosque en el que reunió un pequeño ejército y atacó a los chinos. Cuando su hermano trató de persuadirla para que no se rebelara, ella le dijo:
Solo quiero montar el viento y caminar sobre las olas, matar a las grandes ballenas del mar del Este, limpiar fronteras y evitar que la gente se ahogue. ¿Por qué debería imitar a los demás, inclinar la cabeza, inclinarme y ser esclava? ¿Por qué resignarme a las tareas domésticas serviles?
Después de escuchar las palabras de Trinh, su hermano decidió unirse a ella. Al principio, los chinos subestimaron a Trinh por ser una líder femenina, pero después de algunos encuentros, la temieron por su mirada. Tres siglos después, todavía ofrecía apoyo espiritual a los vietnamitas oponentes de los chinos. En la dinastía Lý fue honrada por la corte con muchos títulos póstumos. Durante la dinastía Lê, el neoconfucianismo se convirtió en la ideología nacional de Vietnam y muchos eruditos trataron agresivamente de poner las prácticas de Trieu Thi Trinh en conformidad con el neoconfucianismo. Sin embargo, sobrevivió a todas sus manipulaciones.

## Diferencias históricas
La mayor parte de la información disponible proviene únicamente de fuentes vietnamitas que fueron escritas durante o después de finales de la dinastía Ming. Sin embargo, el Sanguozhi (Registros de los Tres Reinos), un relato histórico chino clásico, sí menciona una rebelión en este momento en las comandancias de Jiaozhi (交趾; vietnamita: Giao Chỉ) y Jiuzhen (九 真, vietnamita: Cửu Chân):
“En el año 11 de Chiwu (赤 烏) [248] en Jiaozhi (交趾), los rebeldes de Jiuzhen (九 真) atacaron ciudades amuralladas que causaron un gran alboroto. Lu Yin (陸 胤) [de Hengyang (衡陽) ] recibió el rango de Inspector de Jiaozhou por el Soberano de Wu. Tomó a sus tropas y entró en la frontera sur y envió un mensaje a los rebeldes. Usó su astucia para convencerlos de que aceptaran sus términos. En Gaoliang (高 涼), el comandante Huang Wu (黄 吳) con 3.000 hogares salió a rendirse. Lu Yin ahora dirigió al ejército hacia el sur, hacia esa región. Anunció su sinceridad [a los aborígenes] y distribuyó regalos. Los 100 líderes rebeldes [restantes] y 50.000 hogares, que habían sido rebeldes e inaccesibles, se inclinaron [ante Lu Yin]. Así el territorio se entregó pacíficamente. Inmediatamente a Lu Yin se le dio el rango de General que Tranquiliza el Sur. De nuevo fue enviado a una expedición punitiva contra los rebeldes en Cangwu (蒼梧). Los derrotó rápidamente. De principio a fin, las tropas militares de Lu Yin totalizaron 8.000. (Comentarios posteriores también citaron que Lu Yin luego ayudó a plantar cultivos y mantuvo a la gente alimentada.) 
Keith W. Taylor, un profesor estadounidense, explicó estas diferencias de la siguiente manera:
“Los registros chinos no mencionan a Lady Trieu; nuestro conocimiento de ella proviene únicamente de fuentes vietnamitas. De esto se desprende que los eventos del 248 fueron recordados de manera diferente por las dos partes. Los chinos solo registraron su éxito en la compra de ciertos líderes rebeldes con sobornos y promesas. La resistencia liderada por Lady Trieu fue para ellos simplemente una especie de barbarie obstinada que fue eliminada como algo natural y no tenía ningún interés histórico. Por otro lado, los vietnamitas recordaron el levantamiento de Lady Trieu como el evento más importante de la época. Su liderazgo apelaba a fuertes instintos populares. La imagen tradicional de ella como una líder notable pero humana, arrojando sus pechos de un metro sobre sus hombros cuando va a la batalla a horcajadas sobre un elefante, se ha transmitido de generación en generación. Después de la muerte de Lady Trieu, los vietnamitas adoraron su espíritu. Debemos nuestro conocimiento de ella al hecho de que la gente la recordaba". 

## Legado
Triệu Thị Trinh es una heroína tradicional muy célebre en el país y muchas calles llevan su nombre en las ciudades vietnamitas (hay calles llamadas Bà Triệu en Huế, Hà Nội, Ciudad Ho Chi Minh y en varias otras ciudades).

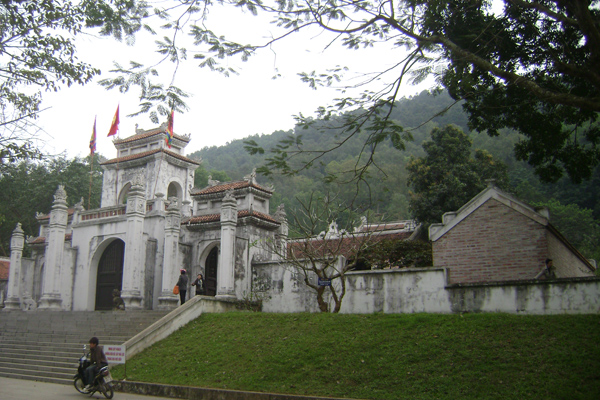
Vista desde el exterior de la puerta del templo de Bà Triệu en el distrito de Hậu Lộc, provincia de Thanh Hóa.
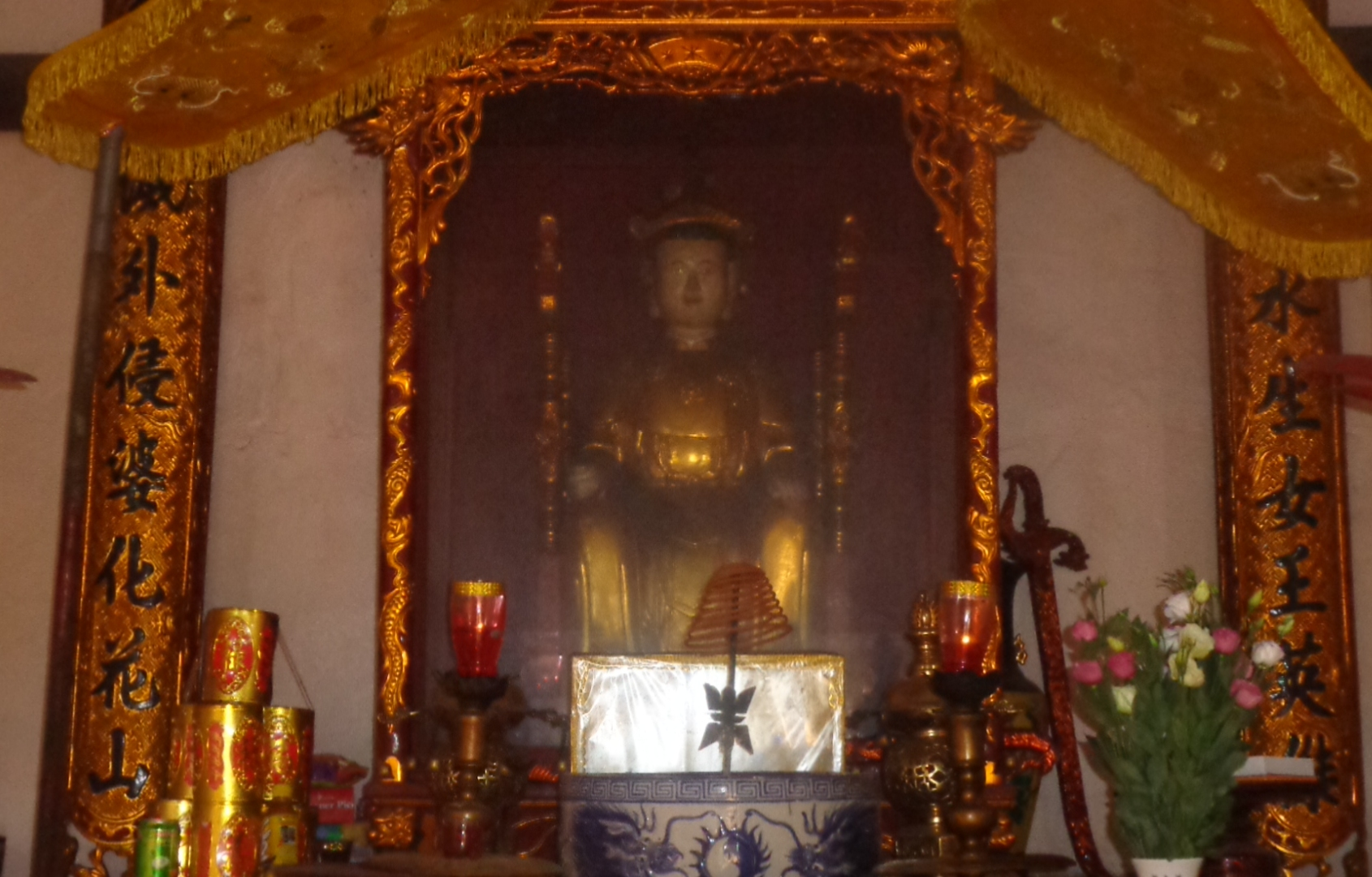
Estatua de Bà Triệu en el interior del templo.

El 21 de enero de 2021, Firaxis Games reveló a Lady Triệu como la líder de la civilización vietnamita en el videojuego de estrategia 4X Civilization VI, en el que se la conoce como Bà Triệu y tiene una habilidad de líder que refleja su resistencia contra el Reino Wu.